# Marciano (tribuno)

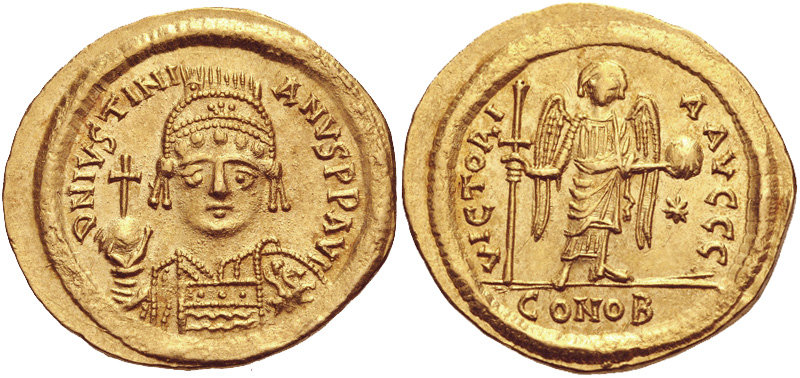
Soldo de Justiniano r.

Marciano (em latim: Marcianus) foi um oficial bizantino do século VI, ativo sob o imperador Justiniano I (r. 527–565). Apareceu pela primeira vez no inverno de 546/7, quando, como tribuno, comandou tropas na África e lutou sob o general João Troglita na decisiva batalha entre bizantinos e mouros que terminou com a derrota de Antalas. Segundo relatado por Coripo, inicialmente combateu a cavalo, mas devido a morte de seu animal, prosseguiu combate a pé. Seu sucesso na luta teria sido tão impressionante que Antalas partiu contra ele para combatê-lo. Marciano teria aparentemente então recebido feridas mortais em suas mãos.